# Eton College
Eton College ili Eton je svjetski poznata engleska privatna škola za mladiće osnovana 1440. godine od engleskog kralja Henrika VI. Eton pohađaju učenici od 13. do 18. godine. Eton obrazuje više od 1300 učenika razvrstanih u 25 domova. Škola je smještena u gradiću Eton blizu grada Windsora u grofoviji Berkshire. Školarina za školsku godinu 2017/18. iznosila je oko 330 000 kuna (38.730 funti).
Eton su pohađali mnogi uglednici, uključujući 18 bivših britanskih premijera te se često naziva "glavnom kolijevkom engleskih državnika". Smatra se ekskluzivnom školom koja obrazuje djecu engleske aristokracije i više srednje klase. Mreža poznanstava sklopljenih na Etonu često je korisna u kasnijoj poslovnoj karijeri, a bivši učenici se nazivaju stari Etonci (eng. Old Etonians).
Mnogi stručni časopisi na području obrazovanja nazivaju Eton najboljom privatnom školom za mladiće u Britaniji. Gotovo svi učenici nakon završetka školovanja nastavljaju obrazovanje na Sveučilištu, a trećina odlazi na dva najprestižnija engleska sveučilišta, Sveučilište u Oxfordu i Sveučilište u Cambridgeu.

## Vanjske poveznice
- Službena stranica